# Teti (astronomia)
Teti (dal greco Τηθύς), anche chiamato Saturno III, è un satellite naturale di Saturno scoperto da Giovanni Domenico Cassini il 21 marzo 1684.

## Nome
Il nome Teti deriva dalla dea greca Teti (Τηθύς), una titanessa (non va confusa con la ninfa nereide Teti – Θέτις –, la madre di Achille).
Cassini chiamò i quattro satelliti da lui scoperti (Teti, Dione, Rea e Giapeto) Sidera Lodoicea ("le stelle di Luigi") in onore al re Luigi XIV.
I nomi dei sette satelliti di Saturno allora conosciuti derivano dalla pubblicazione Results of Astronomical Observations made at the Cape of Good Hope di John Herschel nel 1847 (figlio di William Herschel, scopritore di Mimas ed Encelado), dove suggeriva l'uso dei nomi dei Titani, fratelli e sorelle di Crono (il nome greco del dio Saturno).

## Caratteristiche fisiche

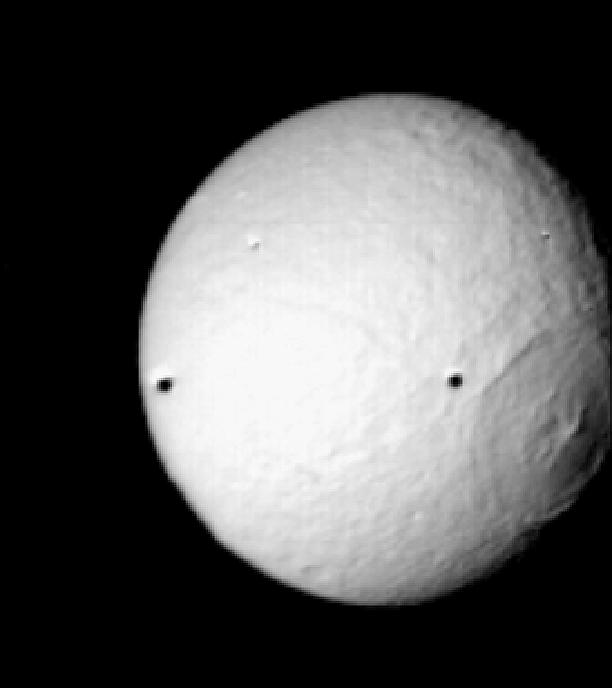
Odysseus è l'enorme cratere poco profondo visibile sulla destra

Teti è un corpo ghiacciato di composizione simile a Dione e Rea. La sua densità di 0,97 g/cm³ indica che è composto quasi interamente di ghiaccio d'acqua. La superficie di Teti è fortemente craterizzata e contiene numerose crepe causate dalle fratture nel ghiaccio.
Su Teti sono presenti due tipi di terreni, uno composto da regioni con molti crateri e l'altro di colore scuro e contenente una cintura leggermente craterizzata che si estende attorno alla luna. Questa seconda regione indica che Teti fu internamente attiva nel passato.
L'emisfero occidentale di Teti è dominato da un enorme cratere da impatto chiamato Odisseo, il cui diametro di 400 km è circa 2/5 di Teti stessa. Questo cratere è quasi piatto (o, più precisamente, conforme alla forma sferica del satellite), come i crateri su Callisto e senza le alte montagne ad anello o picchi centrali che sono presenti sulla Luna e su Mercurio. Questa caratteristica è probabilmente causata dal cedimento della debole crosta ghiacciata di Teti poco dopo la sua formazione.

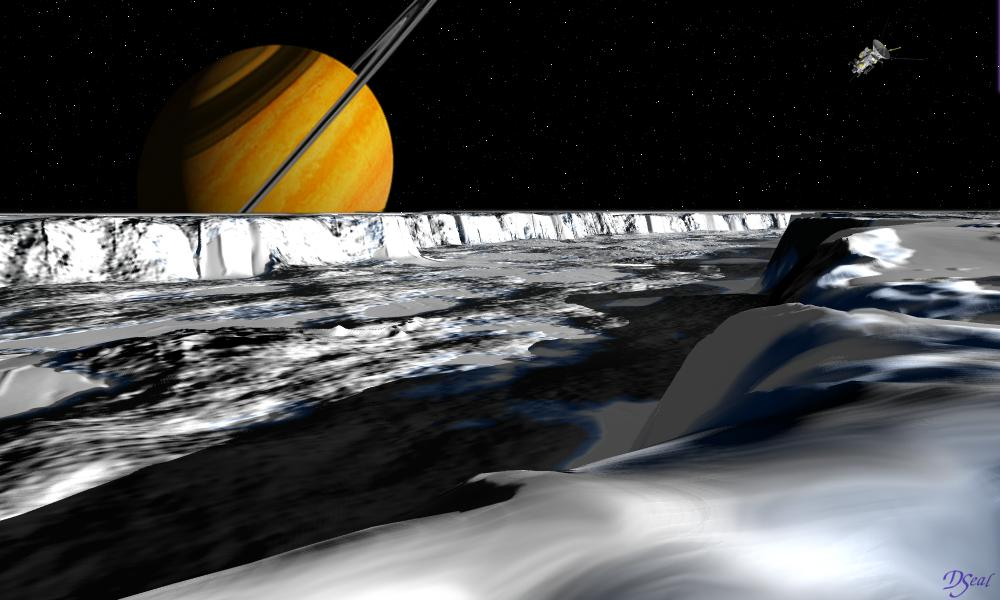
Rappresentazione artistica dell'Ithaca Chasma.

La seconda struttura principale del satellite è un'enorme valle chiamata Ithaca Chasma. La temperatura superficiale è di circa −187 °C.
Nei punti di Lagrange L4 e L5 di Teti sono presenti le lune co-orbitali Telesto e Calipso.

## Esplorazione

Animazione della superficie di Teti

La prima sonda che si avvicinò a Teti fu il Pioneer 11, che passò a 329197 km dalla luna il 1º settembre 1979, mentre un anno più tardi, il Voyager I il 12 novembre 1980 si avvicinò a Teti fino a 415 670 km, ma molto più vicino passò la sonda gemella, il Voyager 2, che alla distanza di 93 000 km riprese le migliori foto delle missioni Voyager, rilevando particolari con una risoluzione di 2 km.
La sonda Cassini effettuò vari flyby di Teti, il più vicino dei quali avvenne il 23 settembre 2005 quando si avvicinò alla luna fino a 1503 km. Successivi incontri ravvicinati avvennero in seguito, tra cui uno nel 2012 alla distanza di 9100 km. Durante la sua missione Cassini ha mappato la superficie di Teti con una risoluzione di 0,29 km.